# Plesiobracon carinatus
Plesiobracon carinatus är en stekelart som beskrevs av Cameron 1903. Plesiobracon carinatus ingår i släktet Plesiobracon och familjen bracksteklar. Inga underarter finns listade i Catalogue of Life.